# Gare de Caen
Gare de Caen vasútállomás Franciaországban, Caen településen.

## Vasútvonalak
Az állomást az alábbi vasútvonalak érintik:
- Mantes-la-Jolie–Cherbourg-vasútvonal
- Cean–Cerisy-Belle-Étoile-vasútvonal
- Ligne Caen - Vire
- Ligne Caen - Dozulé-Putot

## Kapcsolódó állomások
A vasútállomáshoz az alábbi állomások vannak a legközelebb:
- Gare de Frénouville - Cagny
- Gare de Mézidon
- Gare de Bretteville - Norrey
- Gare de Bayeux
- Gare de Lisieux